# Cebrio gigas
Cebrio gigas — вид жуків підродини Cebrioninae з родини коваликів.
Поширений в Європі (на півдні Франції, північному сході Іспанії, подекуди на континентальній Італії та в Сицилії).
Голова і передньоспинка чорні з синім блискучим відливом. Антени довгі, 11-членикові, в коротких стоячих волосках. Голова, передньоспинка і надкрила густопунктировані і покриті світлими прилеглими волосками. Задні кути передньоспинки витягнуті в довгий бурий шип. Надкрила коричневі. Ноги і лапки чорні; гомілки блідо-жовті.